# Hotel Castelar
L'Hotel Castelar è uno storico albergo della città di Buenos Aires affacciato sulla centralissima Avenida de Mayo.

## Storia
L'edificio fu progettato dall'architetto Mario Palanti e costruito dall'ing. José Pizone, inaugurato nel 1928. Nella via Avenida de Mayo il regolamento edilizio prevedeva un'altezza massima, a partir dal settimo piano la facciata dell'edificio si inclina verso l'interno, raggiungendo i 53,5 metri di altezza massima.
Fu intitolato "Hotel Excelsior", e nel 1933 ospitò il più illustre dei clienti, Federico García Lorca, che vi rimase fino al marzo 1934. Nel 2003, su volere della municipalità di Buenos Aires, l'edificio divenne storico. L'edificio nell'interrato ospitava il circolo Signo, molto in voga tra la classe abbiente della città; soci furono Norah Lange, Oliverio Girondo e Alfonsina Storni. Qui, García Lorca presentò il suo lavoro Nozze di sangue.
Fu istituito da Arturo Frondizi e altri dirigenti della Unión Cívica Radical nel 1937 il Movimiento Orientador, oppositore del governo di Marcelo T. de Alvear. Un aneddoto ricorda qui il luogo di una resa dei conti tra Enrique Santos Discépolo e il critico Pablo Suero; il locale fu chiuso.
Nel 1951, al cambiar dei proprietari, il nome divenne Hotel Castelar, in onore di Emilio Castelar y Ripoll, presidente della Primera República Española. Attualmente, è l'unico hotel da turismo sulla Avenida de Mayo.

## Galleria d'immagini

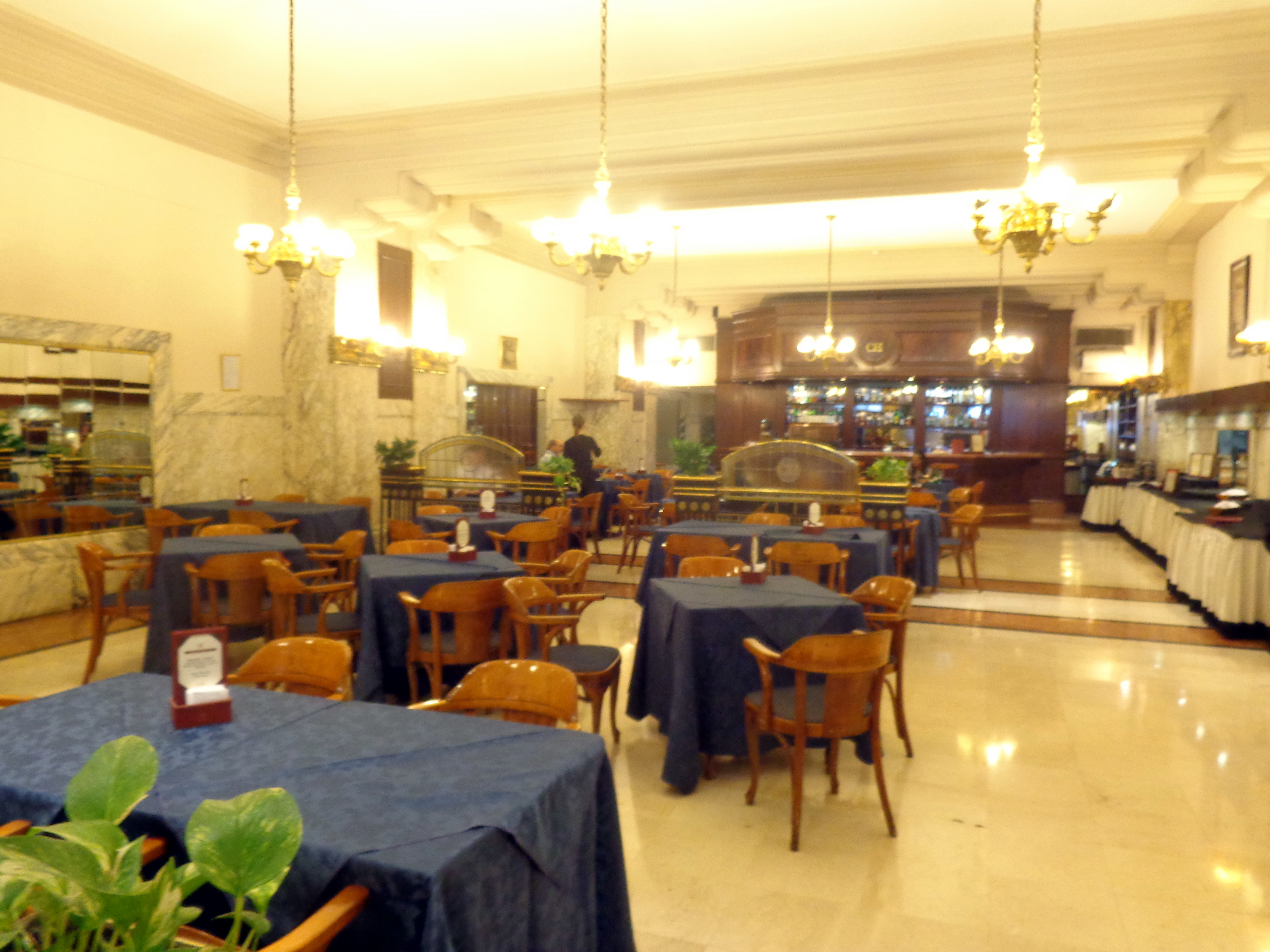
Bar dell'hotel
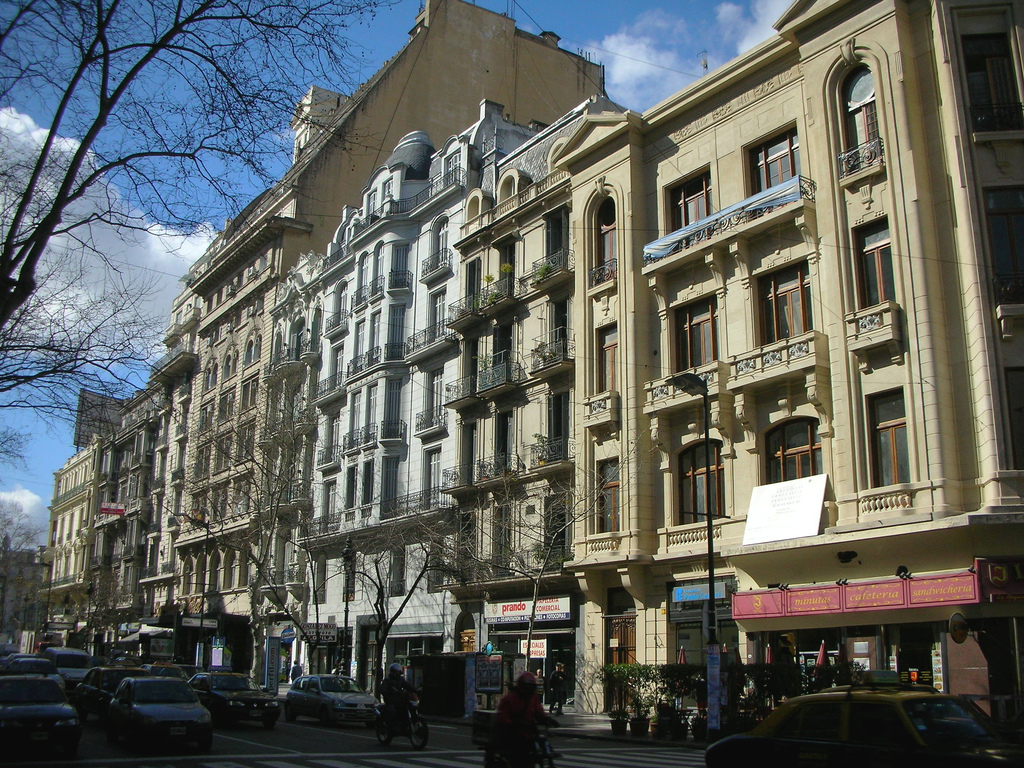
Hotel Castelar